# Francisco Rabelo
Francisco Rabelo es un jinete brasileño que compitió en la modalidad de salto ecuestre. Ganó una medalla de plata en los Juegos Panamericanos de 1959, en la prueba por equipos.

## Palmarés internacional
| Juegos Panamericanos | Juegos Panamericanos     | Juegos Panamericanos | Juegos Panamericanos |
| Año                  | Lugar                    | Medalla              | Categoría            |
| -------------------- | ------------------------ | -------------------- | -------------------- |
| 1959                 | Chicago (Estados Unidos) | Medalla de plata     | Por equipos          |